# …в окрестностях Москвы
«…в окрестностях Москвы. Из истории русской усадебной культуры XVII—XIX вв.» — изданная в альбомном формате книга очерков 300-летней истории усадеб московской знати от их зарождения в XVI веке до периода рассвета в XVIII веке и упадка в конце XIX века. Очерки посвящены изучению формирования их художественного образа в связи со стилем жизни владельцев — в единстве социальных запросов, искусства и природы. 
Качество иллюстраций и собранных исторических сведений, некоторые из которых опубликованы впервые, обусловили интерес широкого круга любителей старины и специалистов к изданию, давно ставшему библиографической редкостью.

## Общая характеристика

### Авторский коллектив
Составители: М. А. Аникст, В. С Турчин

Авторы текста: В. С Турчин, В. И. Шередега

Комментарии: В. С Турчин, К. Г. Богемская

Аннотации: В. Т. Шмакова

Макет и оформление: М. А. Аникст

Фотографии: чёрно-белые — А. П. Дорофеев, цветные (по эскизам М. А. Аникста) — Э. И. Стейнерта

### Содержание
Эпиграф

В качестве эпиграфа книги составители использовали цитату из воспоминаний участника заграничных походов российской армии начала XIX века А. Ф. Раевского, который сравнивал красоты «прекрасных окрестностей Москвы» с европейскими. Восхищённый видами подмосковных усадеб Коломенское, Люблино, Останкино, Петровско-Разумовское, Свиблово, Царицыно он сожалел, что не нашлось для «описания всего, что заслуживает внимания патриота, …своего Вергилия русского» и заключал: «Отечество моё! В чём отказала тебе природа? …Благодарю Провидение, что я родился под небом русским! »
Раевский А. Ф. Воспоминания о походах 1813 и 1814 годов: в 2 ч. - М.: Изд. А. С. Ширяева, 1822. - Ч. 2. – 120 с. – С. 96-106

С каким неизъяснимым удовольствием провел я несколько золотых дней моей жизни, наслаждаясь разнообразной красотой натуры и силой искусства в единственном Царицыне! ...Расположение сада, чудесные, разнообразные в нём виды, скромные и великолепные, на холмах возвышенных и в чащах непроходимых, на берегу озёр и на цветущих островах разбросанные храмы и беседки, древние развалины и хижины, гроты и статуи, зеркальная поверхность чистой воды, волнуемая резвящимися веслами плавателей, прелестные рощи и величественные аллеи, луга, ароматными цветами усеянные, и леса непроходимые, одним словом, всё, что природа изящного, что искусство прекрасного имеет – всё найдёте вы в Царицыне!
...Прекрасное, богатое приятностями и гостеприимством Люблино, гордые горы Воробьёвские, с которых обширная Москва во всём блеске и величии является изумлённому взору; тихое Останкино, убежище от шума столичного; прелестное Свиблово, обитель вкуса и сельских радостей! Примите мою признательность за те сладостные часы, которые провёл я так счастливо в мирных сенях ваших!
...Хотите ли видеть всё, что роскошь, вкус и богатство могут представить прелестнейшего, величественного; следуйте со мной в Петровское, принадлежащее графу Л. К. Разумовскому. Пышный чертог владельца величаво стоит на благоуханном ковре цветов. Всё, что царство растений имеет редкого, всё, что может очаровать зрение и обоняние, изящнейшие произведения резца Фидиева, искусство Ленотра – всё восхищает дух, и воображение невольно переносит нас в очаровательное жилище Артемиды!
...Коломенское имеет более прелестей, нежели все привлекающие путешественников красоты Швейцарии и берегов Рейна! ...С крыльца церковного великолепное открывается зрелище: в туманном отдалении древняя столица России, светлая Москва у ног ваших; множество сёл, лугов, полей и рощ перед очами составляют прекраснейшую картину для глаз, производят приятные ощущения в сердце и воображении!
Во вступлении составители охарактеризовали издание очерков о наследии известных и безвестных создателей подмосковных ансамблей как вклад в «некую идеальную, никем ещё не написанную историю усадебной культуры».
По главам

Глава I

Древнерусская подмосковная усадьба XVI—XVII веков

Глава II

Эпоха барокко (первая половина XVIII века)

Глава III

Середина XVIII века

Глава IV

Годы расцвета подмосковной усадьбы (1770—1812)

Глава V

Девятнадцатый век в Подмосковье

Аннотации к подмосковным усадьбам

В приложенных к основному тексту аннотациях приведены краткие исторические справки и сведения о состоянии почти пятидесяти усадеб, некоторые из которых ныне находятся на территории Москвы.
Вклад издания в изучение усадебной культуры и роли её на формирование художественного и духовного мира отмечена в работах исследователей-искусствоведов. По их мнению, авторам удалось первыми в современном искусствоведении показать ход эволюции взглядов на совокупность тех граней жизни в усадьбах, которые, по словам Д. С. Лихачёва, «теснейшим образом связаны не только с идеями и вкусами общества, но также с бытом их хозяев, с укладом жизни современников».

### Особенности полиграфического исполнения
Издание отличалось изысканным оформлением и тщательно подобранным иллюстративным материалом. В книге 184 черно-белых и цветных иллюстраций — старинных гравюр, картин, скульптур, элементов оформления, пейзажей. Тексты напечатаны на тонированной бумаге «верже», фотографии — на мелованной бумаге. Книга заключена в красочный издательский футляр (335х335х70 мм) вместе с отдельной брошюрой — резюме на английском, французском и немецком языках. Тираж книги был напечатан в Вене.
При тираже 30 000 экземпляров фундаментальное издание очерков об архитектуре подмосковных усадеб давно стало библиографической редкостью.